# 페타레

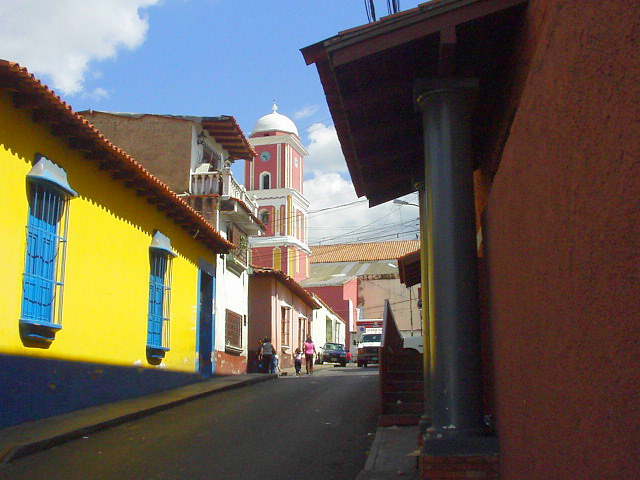
페타레

페타레(스페인어: Petare)는 베네수엘라 미란다주의 도시로 수크레 시의 행정 중심지이며 면적은 40km2, 높이는 900m, 인구는 369,000명(2006년 기준)이다.